# Les Copains (film)
Pour le roman de Jules Romains, voir Les Copains.
Pour plus de détails, voir Fiche technique et Distribution.
Les Copains est un film français en noir et blanc réalisé par Yves Robert, adapté du roman du même nom de Jules Romains et sorti en 1965.

## Synopsis
Sept inséparables décident de prendre quelques jours de vacances pour mettre au point trois énormes canulars destinés à bafouer les corps constitués : l'armée, l'église et l'administration... Ils jettent leur dévolu de manière presque arbitraire sur deux paisibles sous-préfectures du Puy-de-Dôme en Auvergne : Ambert et Issoire, car celles-ci les lorgnaient d'un mauvais œil sur une carte de France.
Broudier, déguisé en ministre, débarque à la caserne d'Ambert et fait déclencher une manœuvre nocturne contre une fausse tentative de putsch armé. Le lendemain, Bénin, habillé en révérend père, prononce dans l'église d'Ambert un sermon condamnant la virginité et prônant l'amour physique, tandis que Lesueur, un peu plus tard dans la journée, perturbe l'inauguration par le député d'une (fausse) statue de Vercingétorix à Issoire. Pour clore les vacances, la joyeuse bande de copains décide de teindre en rose la source de la Seine, et au cours de cette scène qui termine le film, l'image en noir et blanc se teinte elle-même de rose...

## Fiche technique
- Titre : Les Copains
- Réalisation : Yves Robert assisté de Marco Pico et Guy Blanc
- Scénario et adaptation : Yves Robert et François Boyer, d'après le roman du même nom de Jules Romains, publié en 1913
- Dialogues : François Boyer
- Décors : Robert Clavel
- Photographie : André Bac
- Son : Jean Rieul
- Montage : Gilbert Natot
- Musique : José Berghmans et Georges Brassens
- Orchestre dirigé par André Girard
- Production : Danièle Delorme et Yves Robert
- Société de production : La Guéville
- Pays de production :  France
- Langue : français
- Format : noir et blanc ; 35 mm ; 1,66:1 ; son mono
- Genre : comédie
- Durée : 91 minutes
- Date de sortie : 
  - France : 14 janvier 1965

## Distribution
- Philippe Noiret : Bénin
- Guy Bedos : Martin
- Michael Lonsdale : Lamendin
- Christian Marin : Omer
- Pierre Mondy : Broudier
- Jacques Balutin : Lesueur
- Claude Rich : Huchon
- Claude Piéplu : le colonel
- Tsilla Chelton : l'hôtelière
- Hubert Deschamps : le député-maire Cramouillat
- Jean Lefebvre : le restaurateur
- Catherine Rouvel : la jeune femme
- Barbara Brand : la fiancée
- Micheline Luccioni : la nourrice sur la photo
- Marie-Christine Barrault : une jeune femme devant l'église
- Grégoire Gromoff : un spectateur au cinéma
- Bernard Charlan : un commandant
- Gabrielle Doulcet
- Henri Labussière
- Jean Franval
- Roger Trapp
- Jean Valmont

## Production

### Tournage
Le tournage a eu lieu en extérieurs à Ambert et dans les studios Éclair à Épinay-sur-Seine.

### Musique
C'est pour ce film que Georges Brassens composa l'une des plus célèbres chansons de son répertoire, Les Copains d'abord, figurant en ouverture de son album homonyme sorti en novembre 1964.
Claude Rich joue à plusieurs reprises au piccolo le thème du deuxième mouvement andantino du Concerto pour flûte et harpe de Mozart.

## Autour du film
- Danièle Gilbert y a joué un rôle de figurante, mais la scène où elle apparaît fut coupée au montage[2].